# 우리마을버스
주식회사 우리마을버스는 서울특별시 금천구의 마을버스 회사이고, 본사 및 차고지는 서울특별시 금천구 서부샛길 156 (독산동)에 위치해 있다. 계열사로는 같은 금천구 면허의 마을버스 회사인 경성운수, 성동구 면허의 마을버스 회사인 성수여객 등이 있다.

## 주요 연혁
- 2016년 1월 15일: 계열사인 신곤운수(현 성수여객)에서 마을버스 금천06번과 금천07번을 분사시켜 설립하였다.
- 2017년 12월 1일: 금천07번 마을버스를 경성운수로 양도하였다.

## 보유 노선
- ● 금천06번: 금천노인복지관 ↔ 구로디지털단지역 (구 금천마을 2-2번, 5631번)

## 보유 차량
- 자일대우버스 - 자일대우 NEW BS090
- KGM커머셜 - KGM C090
- 현대자동차 - 현대 그린시티